# Liste der Monuments historiques in Bollezeele
Die Liste der Monuments historiques in Bollezeele führt die Monuments historiques in der französischen Gemeinde Bollezeele auf.

## Liste der Bauwerke
| Bezeichnung                         | Beschreibung | Standort | Kennzeichnung | Schutzstatus | Datum | Bild           |
| ----------------------------------- | ------------ | -------- | ------------- | ------------ | ----- | -------------- |
| Glockenturm der Kirche St-Wandrille |              | (Lage)   | PA00107379    | Inscrit      | 1935  | weitere Bilder |

## Liste der Objekte
- Monuments historiques (Objekte) in Bollezeele in der Base Palissy des französischen Kultusministeriums